# Steinbach (Eichsfeld)
Steinbach ist eine Gemeinde in der Verwaltungsgemeinschaft Leinetal im thüringischen Landkreis Eichsfeld.

## Geschichte
Der Ort wurde im Jahr 1297 erstmals urkundlich erwähnt. Die Gemeinde gehörte bis 1945 zur preußischen Provinz Sachsen.
Während des Zweiten Weltkrieges mussten 15 polnische und 13 ukrainische Zwangsarbeiterinnen und Zwangsarbeiter im Dorf arbeiten.
1945 bis 1949 war der Ort Teil der sowjetischen Besatzungszone und ab 1949 Teil der DDR. Von 1961 bis zur Wende und Wiedervereinigung 1989/1990 wurde Steinbach von der Sperrung der nahen innerdeutschen Grenze beeinträchtigt. Seit 1990 gehört der Ort zum wieder gegründeten Bundesland Thüringen.

### Wappen
Blasonierung: „In blauem Schild eine goldene  Eule; links oben eine silberne Lilie; im silbernen Schildfuß ein blauer  Wellenbalken mit fünf goldenen Steinen belegt.“

### Einwohnerentwicklung
Entwicklung der Einwohnerzahl (31. Dezember):
| - 1994: 578 - 1995: 581 - 1996: 577 - 1997: 594 - 1998: 591 - 1999: 598 | - 2000: 590 - 2001: 575 - 2002: 571 - 2003: 567 - 2004: 572 - 2005: 573 | - 2006: 580 - 2007: 586 - 2008: 571 - 2009: 564 - 2010: 563 - 2011: 560 | - 2012: 555 - 2013: 549 - 2014: 548 - 2015: 542 - 2016: 537 - 2017: 541 | - 2018: 548 - 2019: 552 - 2020: 530 - 2021: 526 - 2022: 529 |

Datenquelle: Thüringer Landesamt für Statistik

## Politik

### Gemeinderat
Der Gemeinderat von Steinbach besteht aus acht Ratsfrauen und Ratsherren. Seit der Gemeinderatswahl am 26. Mai 2019 hat er folgende Zusammensetzung:
- CDU: 5  Sitze
- FWG: 2 Sitze
- CAS (Christliche Alternative Steinbach): 1 Sitz

### Bürgermeister
Der ehrenamtliche Bürgermeister Gerd Rittmeier (Freie Wählergemeinschaft Steinbach) wurde am 26. Juni 2022 gewählt. Zuvor waren von 2004 bis 2010 Hiltrud Dräger, von 2010 bis 2016 Mauritius Hühnermund und von 2016 bis 2022 Jörg Schneider im Amt.

## Sehenswürdigkeiten

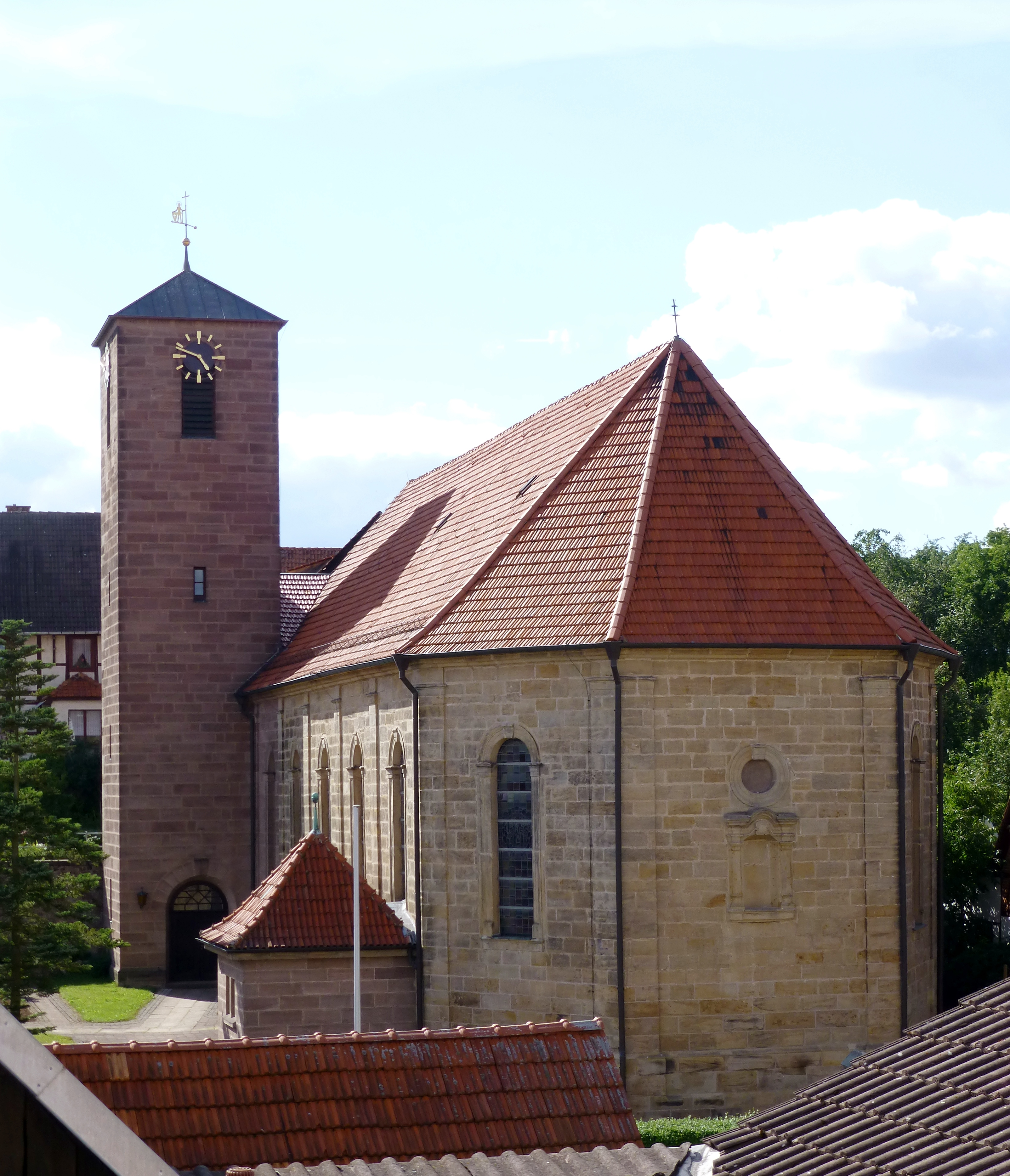
Kirche St. Mauritius

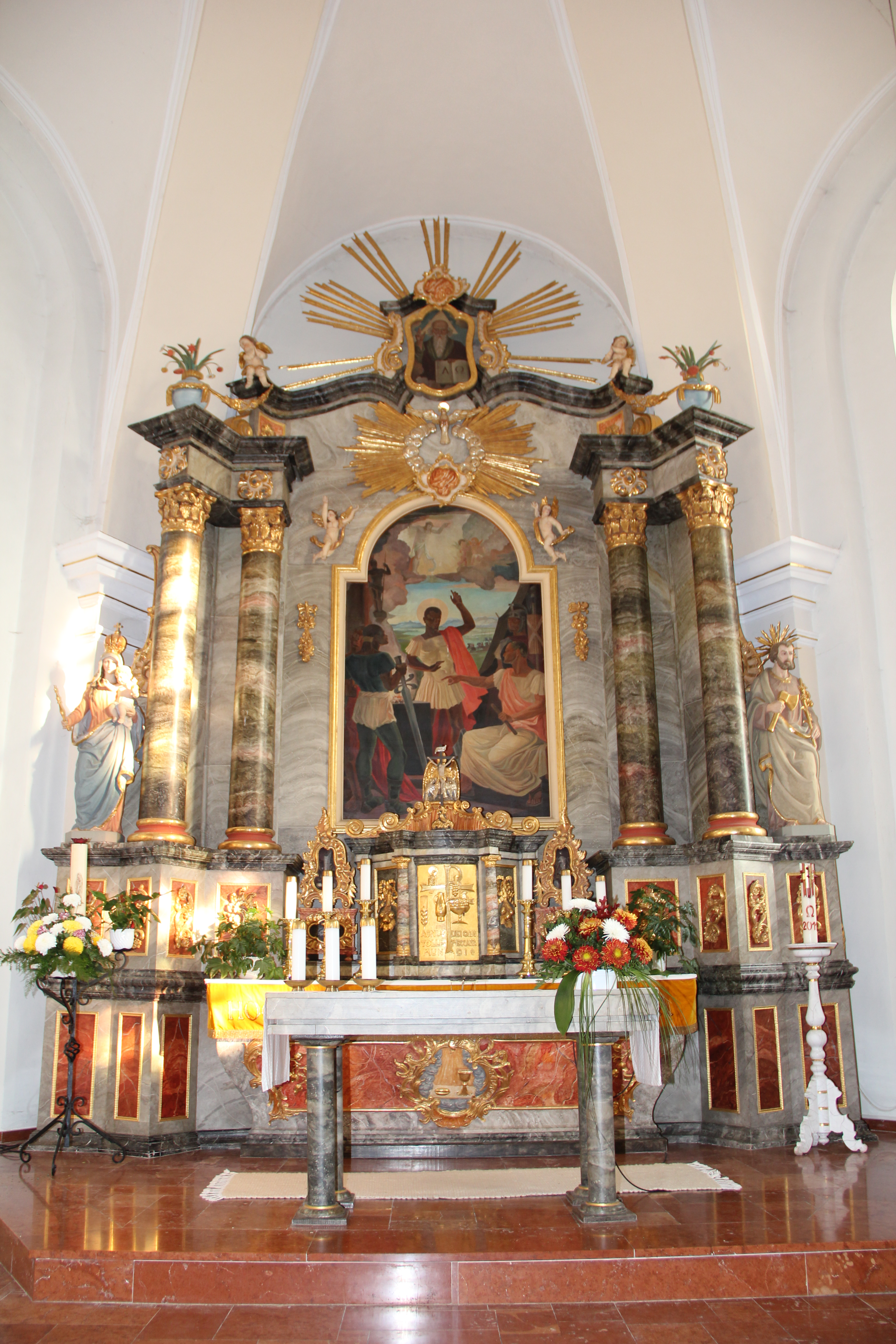
Hochaltar der Sankt-Mauritius-Kirche in Steinbach

- Römisch-katholische Kirche St. Mauritius
Die barocke Kirche wurde 1779 erbaut. Der Altar und der Orgelprospekt sind ebenfalls barock.
- Etzelsbachkapelle
Die neugotische Wallfahrtskapelle wurde durch Paschalis Gratze 1898 errichtet. Die Ausstattung ist im Wesentlichen frühmodern.  Die Kapelle ist durch die sogenannte Pferdewallfahrt über die Landesgrenzen bekannt geworden.[5]

## Persönlichkeiten
- Klemens Löffler (1881–1933), deutscher Bibliothekar und Historiker
- Karl Leineweber (1911–1997), niederdeutscher Schriftsteller